# Юбилейная медаль «300 лет прокуратуре России»
Юбилейная медаль «300 лет прокуратуре России» — юбилейная медаль Российской Федерации учреждённая Указом Президента Российской Федерации от 20 апреля 2021 года № 229 как государственная награда Российской Федерации.

## Положение о медали
Юбилейной медалью «300 лет прокуратуре России» награждаются:
- прокурорские работники, федеральные государственные гражданские служащие и иные работники органов и организаций прокуратуры Российской Федерации, добросовестно исполняющие служебные обязанности и по состоянию на 31 декабря 2022 г. имеющие стаж службы (работы) в системе прокуратуры Российской Федерации не менее 15 лет в календарном исчислении;

- пенсионеры и ветераны органов и организаций (учреждений) прокуратуры Российской Федерации, безупречно прослужившие (проработавшие) в системе прокуратуры Российской Федерации и (или) в прокуратуре СССР не менее 20 лет в календарном исчислении;

- граждане Российской Федерации и иностранные граждане, внесшие существенный вклад в развитие системы прокуратуры Российской Федерации, укрепление законности и правопорядка, оказавшие содействие органам и организациям прокуратуры Российской Федерации в выполнении задач, возложенных на них.

- Прокурорские работники, федеральные государственные гражданские служащие и иные работники органов и организаций прокуратуры Российской Федерации за особые заслуги в укреплении законности и правопорядка могут быть награждены юбилейной медалью «300 лет прокуратуре России» без учета стажа службы (работы) в системе прокуратуры Российской Федерации.

## Описание медали
Юбилейная медаль «300 лет прокуратуре России» изготавливается из латуни и имеет форму круга диаметром 32 мм. Края медали окаймлены выпуклым бортиком с обеих сторон.
На лицевой стороне медали на фоне «столпа Закона» — рельефное профильное (влево) погрудное изображение Петра I. В верхней части медали, по окружности, — надпись рельефными буквами: «300 ЛЕТ ПРОКУРАТУРЕ РОССИИ».
На оборотной стороне медали - силуэт геральдического знака - эмблемы прокуратуры Российской Федерации. На фоне силуэта - рельефные цифры «1722» и «2022», разделенные рельефной декоративной точкой.
Медаль при помощи ушка и кольца соединяется с пятиугольной колодкой, обтянутой шелковой, муаровой лентой синего цвета с двумя продольными полосками зеленого цвета по краям и двумя продольными полосками желтого цвета рядом с ними. Ширина ленты — 24 мм. Ширина зеленой полоски — 3 мм, желтой — 2 мм.
При ношении на форменной одежде ленты медали используется планка высотой 8 мм и шириной 24 мм.